# جهانبخش نورایی
جهانبخش نورائی (زادۀ ۱۳۲۸ در کنگاور - ) منتقد فیلم و وکیل اهل ایران است. او چهار دهه است به عنوان منتقد سینمایی فعالیت می کند.
در ششمین جشن انجمن منتقدان سینما از او تقدیر شد.

### ترجمه
- گ‍ارس‍ی‍ا م‍ارک‍ز، گ‍اب‍ری‍ل. کسی به سرهنگ نامه نمی‌نویسد و تدفین خانم‌بزرگ. تهران: تندر: واژه، ۱۳۶۱. شابک ‎۹۷۸-۶۰۰-۵۱۴۰-۴۳-۹
- ن‍اب‍اک‍وف، ولادی‍م‍ی‍ر ولادی‍م‍ی‍رووی‍چ. زنگ در. تهران: نیلا، ۱۳۸۹. شابک ‎۹۷۸-۶۰۰-۵۱۴۰-۴۴-۶
- گیان رانجان. پدر. تهران: نیلا، ۱۳۹۲.

### تألیف
- مقررات مرکز داوری اتاق بازرگانی و صنایع و معادن ایران. با همکاری مجید مصطفوی‌کاشانی. تهران: مرکز تنظیم قراردادها، سازش و داوری اتاق بازرگانی و صنایع و معادن ایران، ۱۳۷۳. شابک ‎۹۷۸-۶۰۰-۵۱۴۰-۴۳-۹

## برای مطالعهٔ بیشتر
گلمکانی، هوشنگ (۲۰ دی ۱۳۹۴). «جهانبخش نورایی نقد فیلم به مثابه خلق اثر» (PDF). مجله فیلم (۵۰۲): ۷۹–۸۷. بایگانی‌شده از اصلی (PDF) در ۲۲ ژانویه ۲۰۱۹.